# (18059) Cavalieri
(18059) Cavalieri (1999 XL137) – planetoida z grupy pasa głównego asteroid okrążająca Słońce w ciągu 4,43 lat w średniej odległości 2,7 j.a. Odkryta 15 grudnia 1999 roku.